# Jorge Avilez
Jorge de Avilez Zuzarte de Sousa Tavares, 1er vicomte de Reguengo et 1er comte d’Avilez, né à Portalegre, au Portugal, le 28 mars 1785 et décédé à Lisbonne le 15 février 1845 est un homme politique et militaire portugais.

## Biographie
Après des études au Collège de Nobles de Lisbonne (1797-1801), Avilez s'engage dans la guerre contre la France napoléonienne (1807-1815). Une fois le Portugal libéré, il part au Brésil pour participer à la conquête de la Bande Orientale (1817-1819).
Nommé gouverneur militaire de la province de Rio de Janeiro en 1821, il s’oppose bientôt au prince-régent Pierre dont la politique va contre celle des Cortes portugaises de 1820. En janvier 1822, Avilez organise ainsi une tentative de coup d’État, qui échoue face à la résistance des Brésiliens. Peu de temps après, le régent proclame l’indépendance du Brésil et est couronné empereur sous le nom de Pierre Ier.
De retour au Portugal en mai 1822, Avilez est bientôt élu député. Nommé commandant-en-chef de l’Armée par les cortes, il échoue à empêcher la tentative de coup d’État de l’infant Michel (1823). Fait prisonnier, Avilez est alors destitué de ses fonctions. Il est cependant libéré pendant la régence de la princesse Isabelle-Marie de Portugal et reconduit dans ses fonctions, en 1826. De nouveau arrêté sous le règne de Michel Ier en 1828, il parvient à fuir en Espagne en 1832. 
Pendant la guerre civile portugaise, Avilez se réconcilie avec Pierre Ier du Brésil et l’ancien souverain, désormais régent du Portugal, le nomme gouverneur militaire d’Estremadure en 1834. Fait pair du royaume en 1835, il reçoit le titre de vicomte de Reguengo. Nommé sénateur en 1838, il est également titré comte d’Avilez.